# Дузџе (вилајет)
Вилајет Дузџе (тур. Düzce ili) је вилајет у северозападној Турској. Налази се на обали Црног мора и кроз њега пролази главни пут између Истанбула и Анкаре. Престоница вилајета је Дузџе. У вилајету се налазе старогрчке рушевине.
Вилајет Дузџе се одвојио од вилајета Болу након разорног земљотреса у граду новембра 1999. године.
У вилајету према подацима из 2010. године свеукупно живи 338.188 становника.

## Окрузи
Вилајет Дузџе је подељен на 8 округа (престоница је подебљана):
- Акчакоџа
- Чилимли
- Џумајери
- Дузџе
- Голјака
- Гумушова
- Кајнашли
- Јигилџа